# Obniżenie Pełczyńskie
Obniżenie Pełczyńskie – jeden z pięciu mikroregionów należących do mezoregionu o indeksie 318.44 – Wzgórza Trzebnickie (według regionalizacji fizycznogeograficznej opracowanej przez Jerzego Kondrackiego), należących do makroregionu o indeksie 318.4 – Wał Trzebnicki. Wymienione jednostki należą do prowincji o indeksie 31 – Niż Środkowoeuropejski, a w jego obrębie do podprowincji o indeksie 318 – Niziny Środkowopolskie. Ma on przypisany w tej regionalizacji indeks 318.442.
Mikroregion ten położony jest pomiędzy mikroregionem Wzgórz Skrzypińskich (indeks 318.442), a mikroregionem Wzgórz Wińskich (indeks 318.441). Obejmuje lokalne obniżenie terenu między wymienionymi pasmami Wzgórz Trzebnickich. Jego rzeźbę terenu określa się jako płasko-falistą. Wysokość bezwzględna, na której położone jest obniżenie, zamyka się w przybliżonych granicach od 90,0 m n.p.m.-100,0 m n.p.m. do 120,0 m n.p.m.. Obniżenie to przecina Wzgórza Trzebnickie łącząc Kotlinę Żmigrodzką z doliną Odry.
W zakresie budowy geologicznej teren ten wysłany jest piaskami glacjofluwialnymi. Natomiast pod względem zagospodarowania obszar pozostaje częściowo zalesiony. Znajduje się także obszar źródliskowy rzeki Łacha oraz inne tereny podmokłe, poprzecinane rowami.
Nazwa własna – Obniżenie Pełczyńskie – jest nazwą niestandaryzowaną, gdyż została ustalona i ujęta w państwowym rejestrze nazw geograficznych na podstawie Geografii regionalnej Polski autorstwa Jerzego Kondrackiego wydanej przez Wydawnictwo Naukowe PWN w 1998 r. jako element wyodrębniony w systemie zewnętrznym – podziale fizycznogeograficznym. Odnosi się do ukształtowania terenu określonego jako region naturalny oraz mikroregion. W rejestrze tym przypisano jej identyfikator: PRNG – 98803, identyfikator IIP – PL.PZGiK.320.NGRP.98803. Podaje on następujące współrzędne geograficzne punktu głównego obniżenia (bramy): szerokość geograficzna – 51°23'32" N, długość geograficzna – 16°41'02" E. Ponadto w niektórych publikacjach w ramach tego obniżenia spotyka się wyróżnienie obszaru o nazwie Padół Pełczyński.